# Fredrik Modin
Jan Fredrik Modin (Sundsvall, 8 ottobre 1974) è un ex hockeista su ghiaccio svedese.

## Palmarès

### Olimpiadi
- Oro a Torino 2006.

### Mondiali
- Oro a Svizzera 1998.
- Bronzo a Germania 2001.

### Mondiali Juniores
- Argento a Ostrava 1994.